# 天主教马萨诸塞的斯普林菲尔德教区
天主教馬薩諸塞的斯普林菲爾德教區（拉丁語：Diocesis Campifontis）是美國一個羅馬天主教教區，屬波士頓總教區。
教區管轄馬薩諸塞州西部，教座位於該州西部最大城市斯普林菲爾德，2004年時有240,730名教友、124個堂區和163名司鐸。教區主教現時出缺，榮休主教為弟茂德·安多尼·麥克唐納。
教區於1870年6月14日成立。